# طه الصبان
طه محمد صالح محمد علي الصبان ولد في مكة عام 1948م. من رواد الفن التشكيلي في السعودية، عضو جمعية الثقافة والفنون بجدة، وعضو مؤسس في بيت التشكيليين بجدة 1994-1992. وهو أول رئيس لبيت التشكيليين في السعودية.
أقام العديد من المعارض المحلية والدولية لأعماله الشخصية، وله العديد من المقتنيات الخاصة والعامة، مثل تلك الموجودة في مطار الملك عبد العزيز الدولى بجدة، والغرفة التجارية الصناعية بجدة، وعدد من الميادين والجداريات بمدينة جدة.
وقد حاز على العديد من الجوائز والشهادات التقديرية والميداليات الفخرية من أبرزها جائزة الفنون البصرية من مبادرة الجوائز الثقافية الوطنية في دورتها الرابعة 2024. وتتحدث أعماله عن أشياء كثيرة مثل المجتمع، والحفاظ على تراثنا، والبحر.

## مناصبه
- رئيس قسم الفنون التشكيلية في الجمعية السعودية للثقافة والفنون عام 1992م.[5]
- المشرف العام على اتليه جدة للفنون الجميلة لعام 1989
- عضو الجمعية المصرية للتصوير 1995
- عضو نقابة الفنانين بمدينه حمص بسوريا 1995
- عضو شرف الجمعية أصالة القاهرة بمصر منذ 2000م
- نائب رئيس اللجنة الاستشارية الفنية لأمانة محافظة جدة منذ عام 2003
- عضو اللجنة الفنية لجائزة جدة للإبداع في مجال الفنون منذ بداية 2005
- عضو مجلس إدارة الجمعية العربية السعودية للثقافة والفنون 2006
- عضو اللجنة الفنية الاستشارية لأمانة مكة المكرمة 2007
- عضو اللجان التحكيم في الكثير من المعارض داخل المملكة وخارجها .

## المشاركات
1. أول معرض لمركز الفنون الجميلة بجدة عام 1967
2. معارض جماعية للرئاسة العامة بكل من الكويت والعراق وتونس وتركيا.
3. شارك في البينالي الدولي بإيطاليا عام 1970
4. وبينالي الشارقة 1993 -2001
5. معرض الفن السعودي المعاصر في الهند 1984 والقاهرة 1989
6. شارك ومثل المملكة في العديد من المعارض والبيناليات والمسابقات في أمريكا وبريطانيا وفرنسا والتشيك ومصر وسوريا ودول مجلس التعاون الخليجي وغيرها.
7. شارك الفنان التشكيلي عبد الحليم رضوي في تنفيذ نصب تذكاري بجدة.
8. شارك الفنان العالمي المصري عبد السلام عيد في تنفيذ جدارية بجدة .

## المعارض الشخصية
- أقام معارض شخصية: في مدينة كولشيستر بريطانيا 1975، وجلاسكو ببريطانيا 1976، و رسالة بيت التشكيليين بجدة عام 1993.[6]
- معرض في المستشفى السعودي الألماني بجدة بدعم شبكة مصابين مرض السرطان 1997، والجمعية العربية السعودية للثقافة والفنون بالمدينة المنورة 1999، وبالشارقة 1999، واتليه جدة للفنون الجميلة 2000، وبيروت قاعدة جدة للفنون الجميلة 2007، وصالة الخزامي بالرياض 2003 واتليه جدة لصالح جمعية الوداد الخيرية 2009.[7]
- أقام معرضه الشخصي الرابع عشر (ستينيات الصبان) في صالة اتيليه جدة للفنون الجميلة عام 2011.[8]
- أقام معرضه الشخصي (وجدان) بمونو جاليري بالرياض عام 2018.[9]

## المقتنيات
له مقتنيات بالرئاسة العامة برعاية الشباب والجمعية العربية للثقافة والفنون بجدة وشركة ارامكو السعودية ومتحف الأستاذ عبد الروؤف خليل بجدة والحرس الوطني بمتحف العالم العربي بباريس السعودية ومطار الملك عبد العزيز بجدة ومطار الملك فهد بالظهران ومطار الملك خالد الدولي بالرياض ومركز الدراسات الوحدة العربية بلبنان ومتحف الشارقة .

## الجوائز
1. جوائز المعرض العام لمناطق المملكة 1400هـ
2. الجائزة الأولى لمسابقة الزمنية للتراث 1401 هـ
3. جائزة التحكيم بينالي المحبة الأول بسوريا 1995 م
4. جائزة ثانية لمسابقة ملون السعودية الأولى والثانية والثالثة
5. الجائزة الأولى في معرض 25 فبراير بالكويت 1997
6. الجائزة الكبرى لمهرجان الجنادرية 14 لعام 1999
7. الانفراد بجائزة قرية مفتاحه بعسير 1999
8. برونزية ببنالي المحبة بسورية 1999
9. ميدالية مشاركة ببنالي القاهرة 1999
10. جائزة أربعة سبائك ببنالي إيرن ديسمبر 2002
11. جائزة السعفة الذهبية عمان بمسقط 2006
12. الجائزة الأولى معرض الفن السعودي المعاصر الرياض 2006
13. حصل على المركز الأول لجائزة مسابقة سوق عكاظ 2009.[5]
14. جائزة الفنون البصرية من مبادرة الجوائز الثقافية الوطنية في دورتها الرابعة 2024.[10]

## التكريم
كُرّم من العديد من الجهات منها اتليه عبد المنصور خوجة بجدة 1997، والبنك الأهلي التجاري، والخطوط السعودية، والجمعية العربية للثقافة والفنون بجدة 1999، وبيت الفوتوغرافيين بجدة 1999، ومن وزملائه من الفنان بمناسبة حصوله على فارس بجدة 1999 ووزارة الثقافة الشبابية 1999.

## صدر عنه
- طه صبان ملامح من المشوار 2001م.
- فن طه الصبان 2007م.[11]
- طه الصبّان.. حياته وفنه. تأليف: خيرالله زربان. صدر عام 2018.[12]

### مرجع عام
- المــــنصـــــوريــــــــــة | طه الصبّان نسخة محفوظة 05 أبريل 2018 على موقع واي باك مشين.